# بورتون موريس
بورتون موريس (بالإنجليزية: Burton Morris)‏ هو رسام أمريكي، ولد في 1964 في بيتسبرغ في الولايات المتحدة.